# قاطع التمام
في علم المثلثات والتحليل الرياضي، دالة قاطع تمام زاوية (بالإنجليزية: Cosecant of an angle)‏ هي إحدى الدوال المثلثية التي تتبع قيمة زاوية ويرمز لها بـ: {\displaystyle {\csc(x)}}  أو {\displaystyle \operatorname {cosec} (x)}، ويمثل قاطع التمام مقلوب قيمة الجيب أي {\displaystyle \operatorname {csc} \;x={\frac {1}{\sin x}}}. أي أنه إذا كانت لدينا زاوية ضمن مثلث قائم فإن قاطع تمام هذه الزاوية يساوي نسبة طول الوتر إلى الضلع المقابل للزاوية.
إن قاطع التمام هو دالة مثلثية فرعية نسبية إلى كون الدوال الرئيسية المعروفة هي الجيب وجيب التمام والظل.
يمكن التعبير عن قاطع تمام زاوية x -معبرا عنها بالتقدير الدائري- بواسطة متسلسلة لوران التالية:
{\displaystyle {\begin{aligned}\csc x&{}=\sum _{n=0}^{\infty }{\frac {(-1)^{n+1}2\left(2^{2n-1}-1\right)B_{2n}x^{2n-1}}{(2n)!}}\\&{}=x^{-1}+{\frac {1}{6}}x+{\frac {7}{360}}x^{3}+{\frac {31}{15120}}x^{5}+\cdots ,\qquad {\text{for }}0<|x|<\pi .\end{aligned}}}
حيث {\displaystyle B_{n}} هو عدد بيرنولي.

## مشتق الدالة
مشتق الدالة هو:
{\displaystyle {\frac {d}{dx}}\csc x={\frac {d}{dx}}{\frac {1}{\sin x}}={\frac {-\cos \,x}{\sin ^{2}x}}={\frac {-1}{\sin x}}\cdot {\frac {\mathrm {cos} \,x}{\sin x}}=-\csc x\cdot \cot x.}

## تكامل
تكامل الدالة لها أربعة أشكال متكافئة:
{\displaystyle \int \csc x\,dx=\left\{{\begin{array}{l}\ln \left|{\dfrac {\sin \theta }{1+\cos \theta }}\right|+C\\[15pt]\ln \left|{\dfrac {1-\cos \theta }{\sin \theta }}\right|+C\\[15pt]\ln \left|\csc \theta -\cot \theta \right|+C\\[15pt]\ln \left|\tan \left({\dfrac {x}{2}}\right)\right|+C\\[15pt]\end{array}}\right\}{\text{ (equivalent forms)}}}